# Івановський п'ятачок

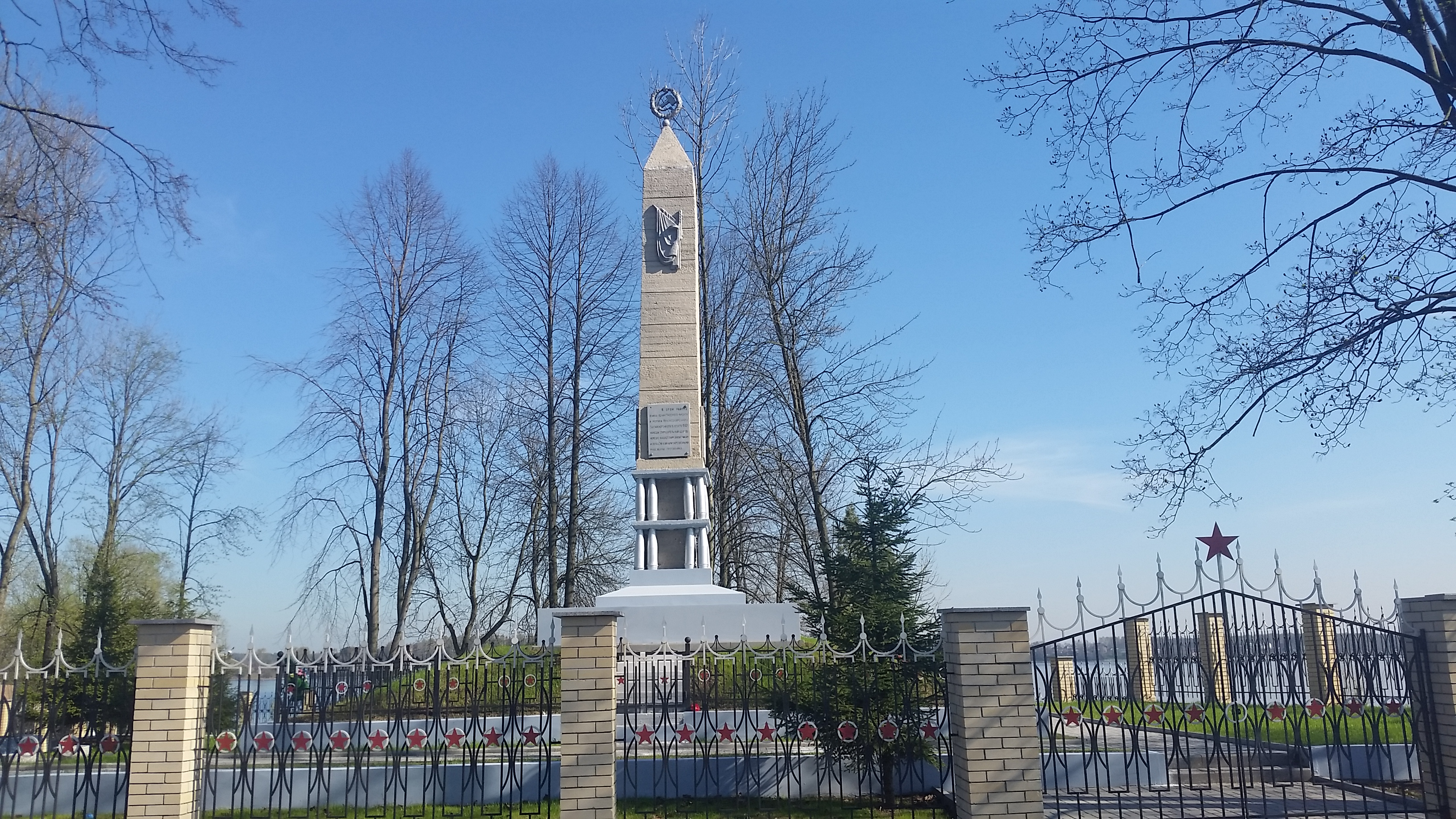
Обеліск пам'яті

Івановський п'ятачок — назва плацдарму на березі річки Тосни, котрий мав розміри 600 метрів по берегу Неви та 400 — по берегу Тосни. Був відбитий у нацистських сил в часі боїв за розблокування Ленінграду. 19 серпня 1942 року під час Синявінської операції бійцями 268-ї стрілецької дивізії полковника Семена Донскова — входила до складу 55-ї армії — після потужних бомбових ударів та артилерійської підготовки були атаковані нацистські позиції на східному березі Тосни, спроба наступу здійснювалася і з «Невського п'ятачка». В тому ж часі десантники старшого лейтенанта А. Е. Кукореко займають залізничний та шосейний мости і займають власне «Івановський п'ятачок», бої за його існування тривали 7 діб, особливо відзначився старший лейтенант Кукареко Микола Опанасович та лейтенант Олександр Єрофейович Кострубо. Згодом радянська та нацистська сторона займають оборону, головні дії перенеслися на Волховський фронт.
Територія плацдарму знаходиться у місті Отрадне Ленінградської області — колишнє поселення Івановське, поруч із впадінням Тосни в Неву. В подальших боях підрозділи 268-ї стрілецької дивізії утримували плацдарм до повного розблокування Ленінграда у 1944 році.
У лютому 1943 в часі Красноборської операції підрозділи 55-ї армії починають наступ, в тому числі і з «Івановського п'ятачка» з метою розширити коридор, котрий в січні того ж року був пробитий до блокадного Ленінграду (операція «Іскра»). Певні успіхи були досягнуті, однак загалом наступ закінчився невдало.
1944 року за проектом учасника боїв В. А. Петрова на березі Тосни встановлено невеликий обеліск пам'яті полеглих.
У 1960-х роках на місці боїв за плацдарм було споруджено комплекс «Невський порог», присвячений захисникам Ленінграду, даний комплекс входить у Зелений пояс Слави.
В місті Отрадне знаходиться братська могила «Івановський п'ятачок» — перезахоронені в 1940-х. Загальні втрати невідомі, але орієнтовно обраховуються на десятки тисяч загиблих.